# Eksplosionen i den store Kulgrube
Eksplosionen i den store Kulgrube (også kendt som Den hemmelige Minegang) er en dansk stum dramafilm fra 1911 produceret af Nordisk Films Kompagni og instrueret af Viggo Larsen.
Filmen havde dansk premiere den 9. januar 1911 i Løvebiografen i København. Filmen blev i engelsktalende lande distribueret som Secret of the underground passage.

## Handling
Minearbejderen Jim bliver gift med distriktets smukkeste pige. Mineingeniøren har dog et godt øje til hende og gør tilnærmelser, som hun dog på det bestemteste afviser. En dag opdager Jim en hidtil ukendt indgang til minen, men han holder det skjult, hvor indgangen er. En dag kommer han hjem og finder en seddel på bordet, der fortæller, at konen er træt af ham og deres samliv, og at hun er taget af sted. Jim mistænker ingeniøren og bliver rasende. Han styrter over til minen, hvor arbejderne er forsamlede, og en af minearbejderne kommer med en hånlig bemærkning. Jim er rasende og slår ham i gulvet. Jim bliver sendt i fængsel for sin opførsel. Mens han sidder i fængslet, sker der en eksplosion i minen og den eneste udgang bliver blokeret. Guvernøren lover at løslade Jim, hvis han fortæller, hvor den hemmelige indgang er. Jim viser hvor indgangen er går som den første ned i minen, hvor den første han ser er dødsfjenden, ingeniøren. Jim er ved at kaste sig over ham af raseri, men besinder sig og genopliver ham i stedet. Den døende ingeniør beder om tilgivelse og fortæller, hvor han holder Jims hustru skjult. Jim bliver herefter genforenet med sin hustru og parret er lykkelige.

## Medvirkende
- Rigmor Jerichau
- Einar Zangenberg
- Lauritz Olsen
- Franz Skondrup
- Victor Fabian
- Viggo Larsen
- Petrine Sonne
- Ingeborg Rasmussen
- Paul Welander
- Maggi Zinn